# John Reid (politicus)
John Reid, Baron Reid van Cardowan (Bellshill, Schotland, 8 mei 1947) is een Brits politicus van de Labour Party.
Raid had zitting in het kabinet-Blair gedurende hele kabinetsperiode van 1997 tot 2007. Hij was minister voor Schotland van 1999 tot 2001, minister voor Noord-Ierland van 2001 tot 2002, minister zonder portefeuille van 2002 tot 2003, Lord President of the Council en Leader of the House of Commons in 2003, minister van Volksgezondheid van 2003 tot 2005, minister van Defensie van 2005 tot 2006 en minister van Binnenlandse Zaken van 2006 tot 2007.
Reid studeerde aan The Open University en studeerde af met een Doctor of Philosophy in Economische geschiedenis. Reid was daarnaast voorzitter van Celtic FC van 2007 tot 2011 en is sinds 2002 getrouwd met de Braziliaans filmregisseuse en scenarioschrijfster Carine Adler.
- Gemeinsame Normdatei: 113913633X
- International Standard Name Identifier: 0000 0000 7992 3561
- Library of Congress Control Number: nb2002050678
- Nationale Bibliotheek van Israël: 987007440898305171
- Nederlandse Thesaurus van Auteursnamen: 074451588
- Système universitaire de documentation: 088839044
- Virtual International Authority File: 114325833
- WorldCat: E39PBJmp9VfWghV7xcV4KtjV4q